# 1701
| 1701               |
| ------------------ |
| Dødsfald - Fødsler |
| • Begivenheder     |

| Gregoriansk kalender | 1701 MDCCI              |
| Ab urbe condita      | 2454                    |
| Armensk kalender     | 1150 ԹՎ ՌՃԾ             |
| Kinesiske kalender   | 4397 – 4398 庚辰 – 辛巳 |
| Etiopisk kalender    | 1693 – 1694             |
| Jødisk kalender      | 5461 – 5462             |
| Hindukalendere       |                         |
| - Vikram Samvat      | 1756 – 1757             |
| - Shaka Samvat       | 1623 – 1624             |
| - Kali Yuga          | 4802 – 4803             |
| Iransk kalender      | 1079 – 1080             |
| Islamisk kalender    | 1113 – 1114             |

Konge i Danmark: Frederik 4. 1699-1730 – Danmark i krig: Den store nordiske krig 1700-1721
Se også 1701 (tal)

## Begivenheder

### Januar
- 18. januar – Kurfyrstendømmet Brandeburg-Preussen bliver til Kongeriget Preussen, da kurfyrste Frederik 3. udråbes som Frederik 1. af Preussen. Preussen forbliver en del af det tysk-romerske rige, og kongerigets hovedstad er Berlin
- 22. januar - Frederik 4. opretter en landmilits i Danmark
- 28. januar – Slaget om Dartsedo udspiller sig mellem Qing-dynastiet og Tibet

### Juli
- 9. juli – 
  - Den store nordiske krig: Efter sine sejre over Danmark og Rusland i 1700 eskalerer Sverige, under Karl 12., krigen ved at invadere Polen. Sachsens hær bliver besejret af svenskerne ved floden Daugava.
  - Den spanske arvefølgekrig: Det første slag i krigen udspiller sig ved Slaget ved Capri i Italien, hvor franske tropper angribes af østrigske styrker ledt af prins Eugen af Savoyen.
- 24. juli – Det franske Fort Pontchartrain bliver grundlagt ved floden Detroit i Nordamerika, og bliver senere til byen Detroit

### September
- 7. september- i Haag indgår Storbritannien, Holland og det Tysk-romerske rige en alliance rettet mod Frankrig

### November
- 2. november – Filip 5. af Spanien gifter sig første gang med den 13-årige Marie Louise af Savoyen, som er dronning af Spanien indtil hendes død som 25-årig af tuberkulose

## Født
- 9. april – Giambattista Nolli, italiensk arkitekt.
- 4. juni – Nicolai Eigtved f. Niels Madsen var en dansk arkitekt, født i Egtved. Død 7. juni 1754.
- 27. november – Anders Celsius, svensk astronom, fysiker og matematiker, som især er kendt for sin temperaturskala.

## Dødsfald
- 22. december – Georg Simon Winter von Adlersflügel, tysk ritmester, hestelæge og forfatter (født 1629).